# Olga Ozarovskaïa
Olga Erastovna Ozarovskaïa (en russe : Ольга Эрастовна Озаровская), née le 13 juin 1874 (25 juin dans le calendrier grégorien) à Saint-Pétersbourg dans l'Empire russe, morte en 1931 ou 1933 à Frounze, dans le Kirghizistan soviétique, est une collectrice et interprète de contes populaires du nord de la Russie.

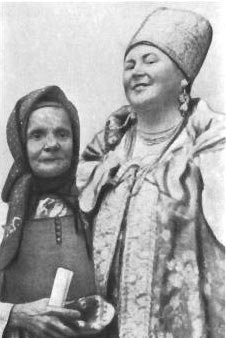
Maria Krivopolenova et Olga Ozarovskaïa (à droite sur la photo)

La célèbre conteuse et interprète de bylines Maria Dmitrievna Krivopolenova, qu'elle avait à l'origine rencontrée par hasard, lui doit une grande partie de sa renommée.